# Умаров, Ислам
Ислам Умаров (род. 17 июня 1994 года) — российский боец смешанных боевых искусств, выступающий в лёгком весе в лиге ACA.

## Спортивные достижения
- Чемпионат Европы по ММА (Дрезден 2017[1]) —

## Статистика ММА
| Боёв 9          | Побед 6 | Поражений 3 |
| --------------- | ------- | ----------- |
| Нокаутом        | 1       | 0           |
| Сдачей          | 1       | 0           |
| Решением        | 4       | 3           |
| Ничьи           | 0       | 0           |
| Не состоявшихся | 0       | 0           |

| Результат | Рекорд | Соперник         | Способ                  | Турнир                                                   | Дата            | Раунд | Время | Место | Примечание        |
| --------- | ------ | ---------------- | ----------------------- | -------------------------------------------------------- | --------------- | ----- | ----- | ----- | ----------------- |
| Поражение | 6-3    | Илья Ходкевич    | Решением (единогласным) | ACA YE 15 ACA Young Eagles                               | 19 декабря 2020 | 3     | 5:00  |       |                   |
| Победа    | 6-2    | Ильяс Атиев      | Решением (единогласным) | OFC 7 Only Fighting Championship 7                       | 26 января 2020  | 3     | 5:00  |       |                   |
| Победа    | 5-2    | Георгий Цугкиев  | Решением (единогласным) | BYE 10 Berkut Young Eagles: Rasulov vs. Kilaev           | 20 октября 2019 | 3     | 5:00  |       |                   |
| Победа    | 4-2    | Эмерсон Риос     | Решением (единогласным) | BYE 3 2018 Berkut Young Eagles Grand Prix: Opening Round | 22 апреля 2018  | 3     | 5:00  |       |                   |
| Победа    | 3-2    | Арсен Абадян     | Сабмишном ()            | RFC Russian Fighting Championship                        | 25 марта 2018   | 1     | 0:00  |       |                   |
| Поражение | 2-2    | Руслан Хатшуков  | Решением (раздельным)   | Tech-Krep FC Prime Selection 14                          | 29 апреля 2017  | 3     | 5:00  |       |                   |
| Поражение | 2-1    | Гамзат Саидбеков | Решением (единогласным) | ProFC 61 Professional Fighting Championship 61           | 6 ноября 2016   | 3     | 5:00  |       |                   |
| Победа    | 2-0    | Дулустан Акимов  | Нокаутом (удар)         | M-1 Global Road to M-1: Battle in Nazran 4               | 17 августа 2016 | 1     | 0:37  |       |                   |
| Победа    | 1-0    | Ислам Балов      | Решением (единогласным) | ACB 36 - Young Eagles 8                                  | 10 мая 2016     | 3     | 5:00  |       | Дебют в проф. ММА |